# Muhammad Halim
Muhammad Taqi Abdul Halim (Christiansted, 26 ottobre 1986) è un ex triplista e lunghista americo-verginiano.

## Biografia
Gareggia negli Stati Uniti durante il periodo del college, in cui persegue gli studi come consulente finanziario. Debutta internazionalmente nel 2010, prendendo parte ad entrambi gli eventi di salti in estensione presenti ai Giochi CAC in Porto Rico, vincendo una medaglia d'argento, replicata poi nell'edizione successiva. Ha inoltre fatto parte delle delegazione nazionale in occasione dei Giochi olimpici di Londra 2012 e di Rio de Janeiro 2016.

## Palmarès
| Anno | Manifestazione      | Sede           | Evento         | Risultato | Prestazione | Note |
| ---- | ------------------- | -------------- | -------------- | --------- | ----------- | ---- |
| 2010 | Giochi CAC          | Mayagüez       | Salto in lungo | Argento   | 7,79 m      |      |
| 2010 | Giochi CAC          | Mayagüez       | Salto triplo   | 5º        | 16,36 m     |      |
| 2011 | Campionati CAC      | Mayagüez       | Salto triplo   | 5º        | 15,95 m     |      |
| 2011 | Giochi panamericani | Guadalajara    | Salto triplo   | 9º        | 15,94 m     |      |
| 2012 | Giochi olimpici     | Londra         | Salto triplo   | 18º (q)   | 16,39 m     |      |
| 2014 | Giochi CAC          | Veracruz       | Salto in lungo | Argento   | 7,75 m      |      |
| 2014 | Giochi CAC          | Veracruz       | Salto triplo   | 8º        | 15,45 m     |      |
| 2015 | Campionati NACAC    | San José       | Salto in lungo | 9º        | 7,36 m      |      |
| 2016 | Giochi olimpici     | Rio de Janeiro | Salto triplo   | nm (q)    | nm (q)      |      |